# Cyperus nemoralis
Cyperus nemoralis är en halvgräsart som beskrevs av Henri Chermezon. Cyperus nemoralis ingår i släktet papyrusar, och familjen halvgräs. Inga underarter finns listade i Catalogue of Life.